# Bahnea
Bahnea là một xã thuộc hạt Mureș, România. Dân số thời điểm năm 2002 là 3813 người.